# Phlyctochytrium reinboldtiae
Phlyctochytrium reinboldtiae är en svampart som beskrevs av Persiel 1959. Phlyctochytrium reinboldtiae ingår i släktet Phlyctochytrium och familjen Chytridiaceae.   Inga underarter finns listade i Catalogue of Life.